# يسعد صباحك
يسعد صباحك برنامج تلفزيوني يبث على التلفزيون الأردني صباح يوم الجمعة على القناة الأولى ولمدة 3 ساعات، يعرض العديد من الفقرات المتنوعة وبعض الآثار من القرى والبلدات في الأردن أخرجته المخرجة الراحلة فكتوريا عميش منذ العام 1991 وحتى العام 2006. 

## مواعيد البث
- التوقيت الصيفي : الساعة العاشرة صباحا.
- التوقيت الشتوي : الساعة التاسعة صباحا.

## مذيعات ومذيعوا البرنامج
- منتهى الرمحي
- لارا طماش
- سالي الأسعد
- أسيل الخريشا
- لانا القسوس
- رنا سلطان
- ضياء العوايشة
- رندة كرادشة
- حازم رحاحلة
- أشرف شطناوي

## توقف البرنامج
لم يتوقف بث البرنامج منذ البدء ببثه في العام 1994 إلا في حالات خاصة، ويتوقف بث البرنامج في شهر رمضان في كل عام.

## فقرات البرنامج
- حالة الطقس لأسبوع كامل
- فارس الحلقة، باستضافة شخصية لمواطن أردني.